# 2. Eishockey-Bundesliga 1978/79
Die Saison 1978/79 der 2. Eishockey-Bundesliga war die sechste Spielzeit der zweithöchsten deutschen Eishockeyspielklasse unter der Bundesliga. Da der EC Peiting den Spielbetrieb für eine Spielzeit aussetzte, wurde die Saison mit nur elf Mannschaften gestartet. Sowohl der Meister Duisburger SC als auch der zweitplatzierte ERC Freiburg stiegen direkt in die Bundesliga auf, ihre Plätze wurden von den Erstliga-Absteigern Augsburger EV und ESV Kaufbeuren eingenommen. Der letztplatzierte EV Pfronten musste hingegen in die Oberliga absteigen.

## Voraussetzungen

### Teilnehmer
Zum Ende der Vorsaison war kurzfristig die Aufstockung der Bundesliga von zehn auf zwölf Mannschaften beschlossen worden. Zusätzlich ging der Bundesligist Krefelder EV in Konkurs. Dadurch verblieb der sportliche Absteiger EC Deilinghofen in der Bundesliga und drei Zweitligisten stiegen in die Bundesliga auf. 
Der EC Peiting zog sich in die Oberliga zurück. Der sportliche Absteiger EHC 70 München verblieb daher in der Liga und alle vier Teilnehmer der Aufstiegsrunde zur 2. Bundesliga des Vorjahres rückten in die 2. Bundesliga nach.
- EC Bad Tölz
- RSC Bremerhaven (Aufsteiger)
- Duisburger SC
- EHC Essen (Aufsteiger)
- ERC Freiburg (Aufsteiger)
- EV Landsberg
- EHC 70 München
- SG Nürnberg
- EV Pfronten
- EV Regensburg (Aufsteiger)
- TSV Straubing

### Modus
Im Gegensatz zum Vorjahr wurde die 2. Bundesliga wieder in Form einer Doppelrunde ausgespielt, sodass jeder Verein jeweils zwei Heim- und zwei Auswärtsspiele gegen die übrigen Mannschaften bestritt. Meister und Vizemeister stiegen direkt in die Bundesliga auf, während der Letztplatzierte in die Oberliga absteigen musste.

## Abschlusstabelle
|     | Klub            | Sp | S  | U | N  | Tore    | Punkte |
| --- | --------------- | -- | -- | - | -- | ------- | ------ |
| 01. | Duisburger SC   | 40 | 36 | 1 | 03 | 279:120 | 73:07  |
| 02. | ERC Freiburg    | 40 | 32 | 4 | 04 | 253:094 | 68:12  |
| 03. | EHC 70 München  | 40 | 22 | 7 | 11 | 148:116 | 51:29  |
| 04. | TSV Straubing   | 40 | 19 | 7 | 14 | 175:155 | 45:35  |
| 05. | EC Bad Tölz     | 40 | 19 | 6 | 15 | 186:149 | 44:36  |
| 06. | RSC Bremerhaven | 40 | 19 | 6 | 15 | 221:199 | 44:36  |
| 07. | EV Landsberg    | 40 | 17 | 1 | 22 | 184:205 | 35:45  |
| 08. | EHC Essen       | 40 | 15 | 0 | 25 | 187:206 | 30:50  |
| 09. | EV Regensburg   | 40 | 09 | 3 | 28 | 120:227 | 21:59  |
| 10. | SG Nürnberg     | 40 | 07 | 4 | 29 | 187:307 | 18:62  |
| 11. | EV Pfronten     | 40 | 04 | 3 | 33 | 109:270 | 11:69  |

Abkürzungen: Sp = Spiele, S = Siege, U = Unentschieden, N = Niederlagen;
Aufstieg, Abstieg